# Tour de Gila
El Tour de Gila és una competició ciclista per etapes que es disputa a finals del mes d'abril a Nou Mèxic, Estats Units d'Amèrica.
La primera edició es disputà el 1987 amb categoria amateur. Des del 2012 forma part de l'UCI Amèrica Tour. També es disputa una prova femenina.

## Palmarès masculí
| Any  | Vencedor                | Segon                 | Tercer                  |         |
| ---- | ----------------------- | --------------------- | ----------------------- | ------- |
| 1987 | Andy Bishop             |                       |                         |         |
| 1988 | Gavin O'Grady           |                       |                         |         |
| 1989 | John Lieswyn            |                       |                         |         |
| 1990 | Andrew Miller           |                       |                         |         |
| 1991 | Björn Bäckmann          |                       |                         |         |
| 1992 | Kevin Livingston        |                       |                         |         |
| 1993 | José Robles López       |                       |                         |         |
| 1994 | Andrew Miller           |                       |                         |         |
| 1995 | Jonathan Vaughters      |                       |                         |         |
| 1996 | Burke Swindlehurst      |                       |                         |         |
| 1997 | Bart Bowen              |                       |                         |         |
| 1998 | Burke Swindlehurst      |                       |                         |         |
| 1999 | Chris Wherry            |                       |                         |         |
| 2000 | Eric Wohlberg           | Eddy Gragus           | Doug Ziewacz            |         |
| 2001 | Scott Moninger          | Michael Creed         | Doug Ziewacz            |         |
| 2002 | Chris Wherry            | Scott Moninger        | Danny Pate              |         |
| 2003 | Andrew Miller           | Ubaldo Mesa           | Todd Wells              |         |
| 2004 | Scott Moninger          | Michael Jones         | Davide Frattini         |         |
| 2005 | Burke Swindlehurst      | Ivan Stević           | Ubaldo Mesa             |         |
| 2006 | Chris Baldwin           | Scott Moninger        | Burke Swindlehurst      |         |
| 2007 | Nathan O'Neill          | Chris Baldwin         | Scott Moninger          |         |
| 2008 | Gregorio Ladino Vega    | Burke Swindlehurst    | Anthony Colby           |         |
| 2009 | Levi Leipheimer         | Lance Armstrong       | Phil Zajicek            |         |
| 2010 | Levi Leipheimer         | Tom Danielson         | Phil Zajicek            |         |
| 2011 | Francisco Mancebo Pérez | Dale Parker           | Lachlan Morton          |         |
| 2012 | Rory Sutherland         | Chad Beyer            | Joe Dombrowski          |         |
| 2013 | Philip Deignan          | Phillip Gaimon        | Francisco Mancebo Pérez |         |
| 2014 | Carter Jones            | Gregory Brenes        | Rob Britton             |         |
| 2015 | Rob Britton             | Daniel Jaramillo Diez | Gavin Mannion           |         |
| 2016 | Lachlan Morton          | Alexander Cataford    | Rob Britton             |         |
| 2017 | Evan Huffman            | Serghei Țvetcov       | Taylor Eisenhart        |         |
| 2018 | Rob Britton             | Gavin Mannion         | Kyle Murphy             |         |
| 2019 | James Piccoli           | Óscar Sevilla Rivera  | Nickolas Zukowsky       |         |
| 2020 | suspesa                 | suspesa               | suspesa                 | suspesa |
| 2021 | suspesa                 | suspesa               | suspesa                 | suspesa |
| 2022 | Sean Gardner            | Matteo Dal-Cin        | Torbjørn Røed           |         |
| 2023 | Alex Hoehn              | Óscar Sevilla Rivera  | Torbjørn Røed           |         |
| 2024 | Tyler Stites            | Walter Vargas         | Wilmar Paredes Zapata   |         |